# シャルル・コルディエ

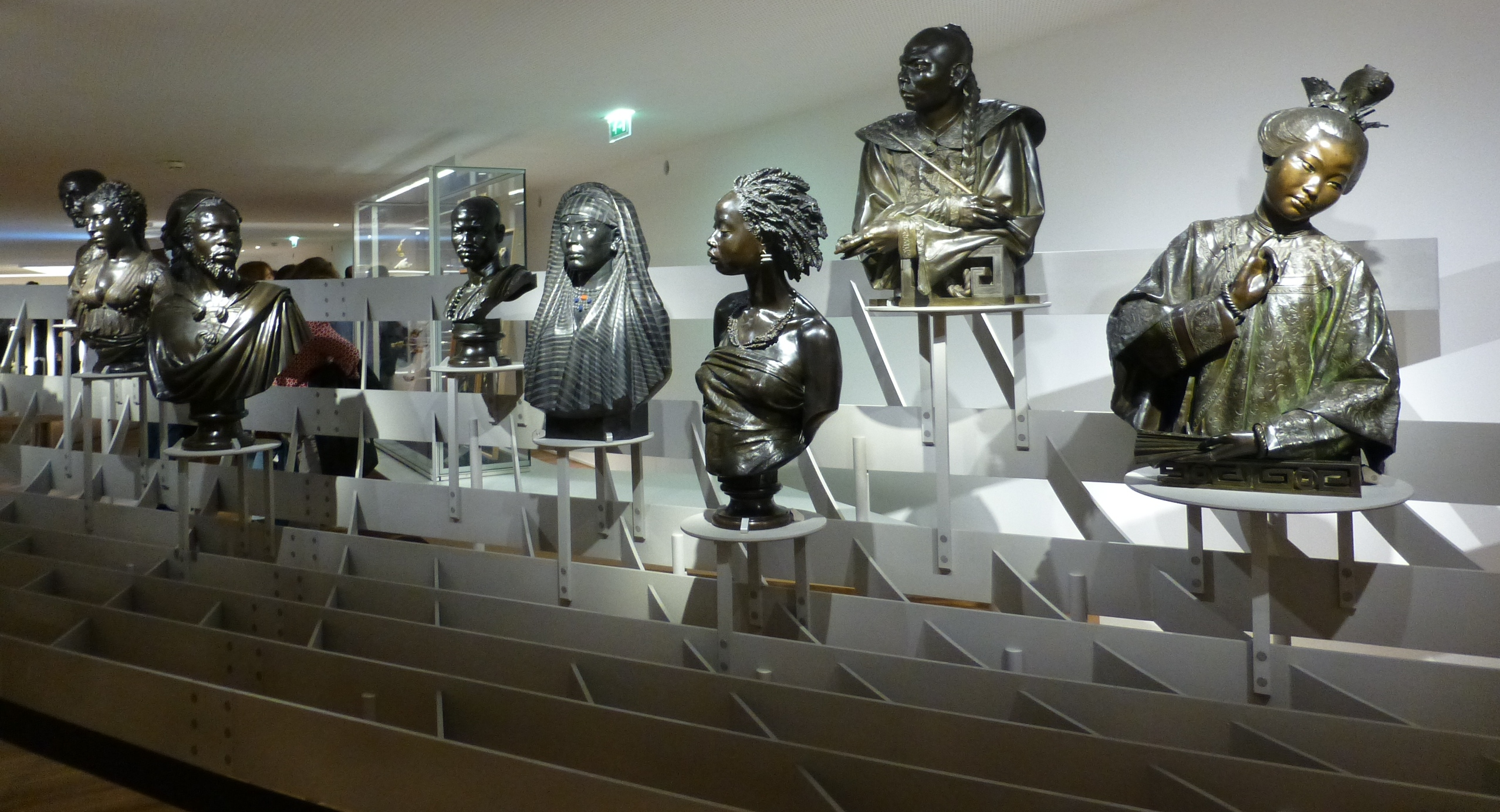
人類博物館のコルディエの作品群

シャルル・コルディエ（Charles Henri Joseph Cordier、1827年10月19日 - 1905年5月30日）はフランスの彫刻家である。パリの自然史博物館でも働き、様々な人種の人物を題材に民俗学的な人物彫刻を制作した。

## 略歴
フランス、ノール県のカンブレーに生まれた。1846年からエコール・デ・ボザールでジャック・オーギュスト・フォージネ(Jacques Auguste Fauginet)やフランソワ・リュードに学んだ。1848年のパリのサロンにヌビア（スーダン）の若い男の胸像を出展し注目され、1851年から1866年まで、パリの自然史博物館の人種ギャラリーの公式彫刻家として働き、現在、パリの人類博物館に展示されている一連の種々の人種の人物像を制作することになった。
アフリカに派遣され、1851年に西アフリカのマリのトンブクトゥの住民の胸像を制作し、1852年には「アフリカのヴィーナス」と題した胸像を制作し、中国人夫婦の像を制作した。1853年にはモンゴル人の男女の胸像を制作し、ブロンズと大理石という異なる材料を組み合わせて、彫刻に色彩的効果をもたらす試みを始めた。この試みはさらに進んで、1863年にはエナメル塗装したブロンズや、オニキス、斑岩(Porphyr)を組み合わせて「アルジェリアのユダヤ人」の胸像を制作し、サロンに出展した。1864年の作品「若いムラート」や、1866年の「アラブ人」でも同様の試みを続け、1867年の中東の農民を題材にした作品では金や銀、トルコ石などの材料を組み合わせた作品を制作した。
1851年のロンドン万国博覧会の展覧会に出展したブロンズ像は、ビクトリア女王に買い上げられた。1856年に制作したヴェルダンのジェラール将軍のモニュメントなどの公共の依頼を受けた作品も多く制作した。
1860年にレジオンドヌール勲章（シュヴァリエ）を受勲した。

息子のアンリ・ルイ・コルディエ(Henri Louis Cordier: 1853-1926) も彫刻家になった。

## 作品

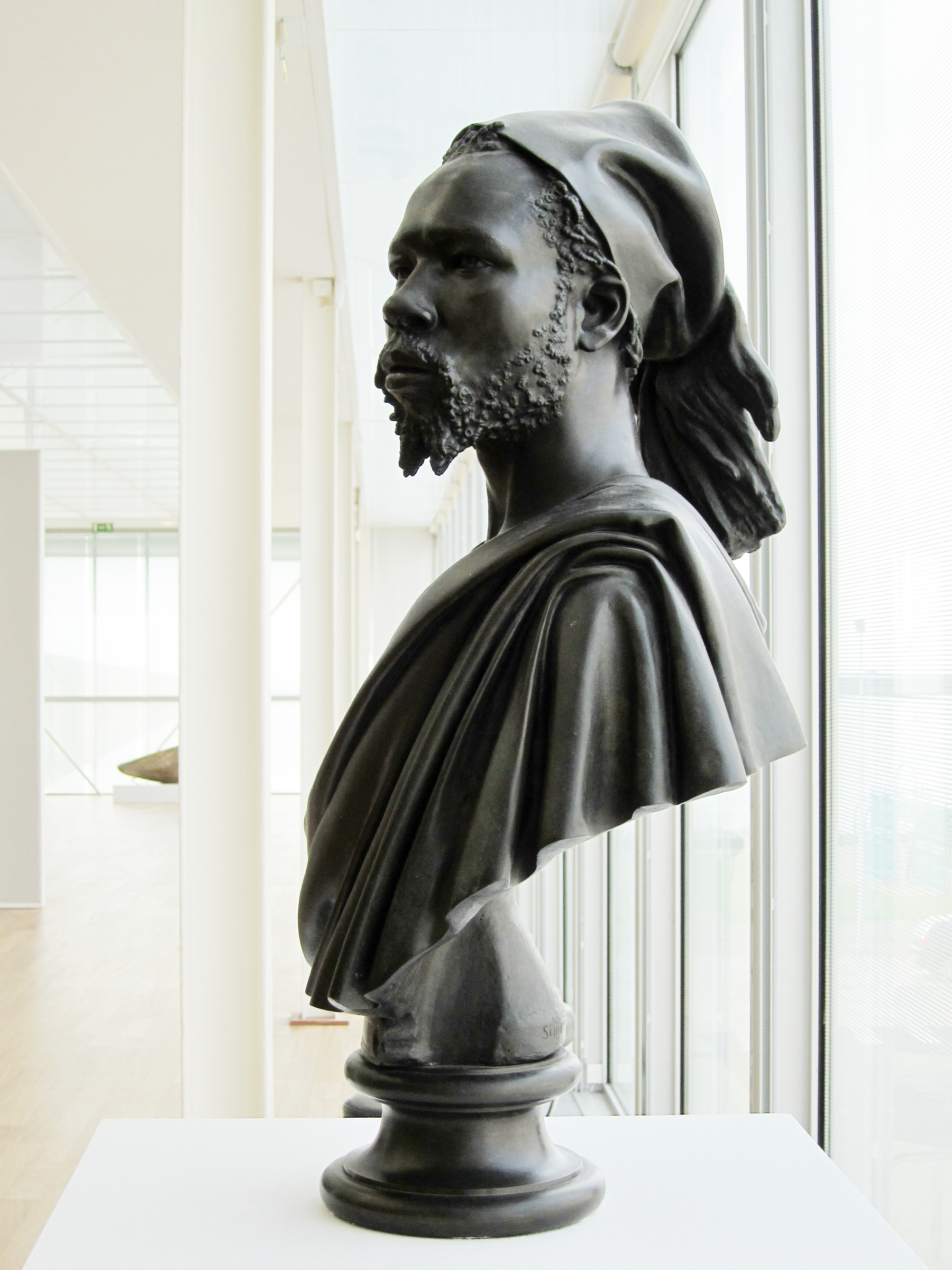
ヌビア人 (1848) マルロー美術館 蔵
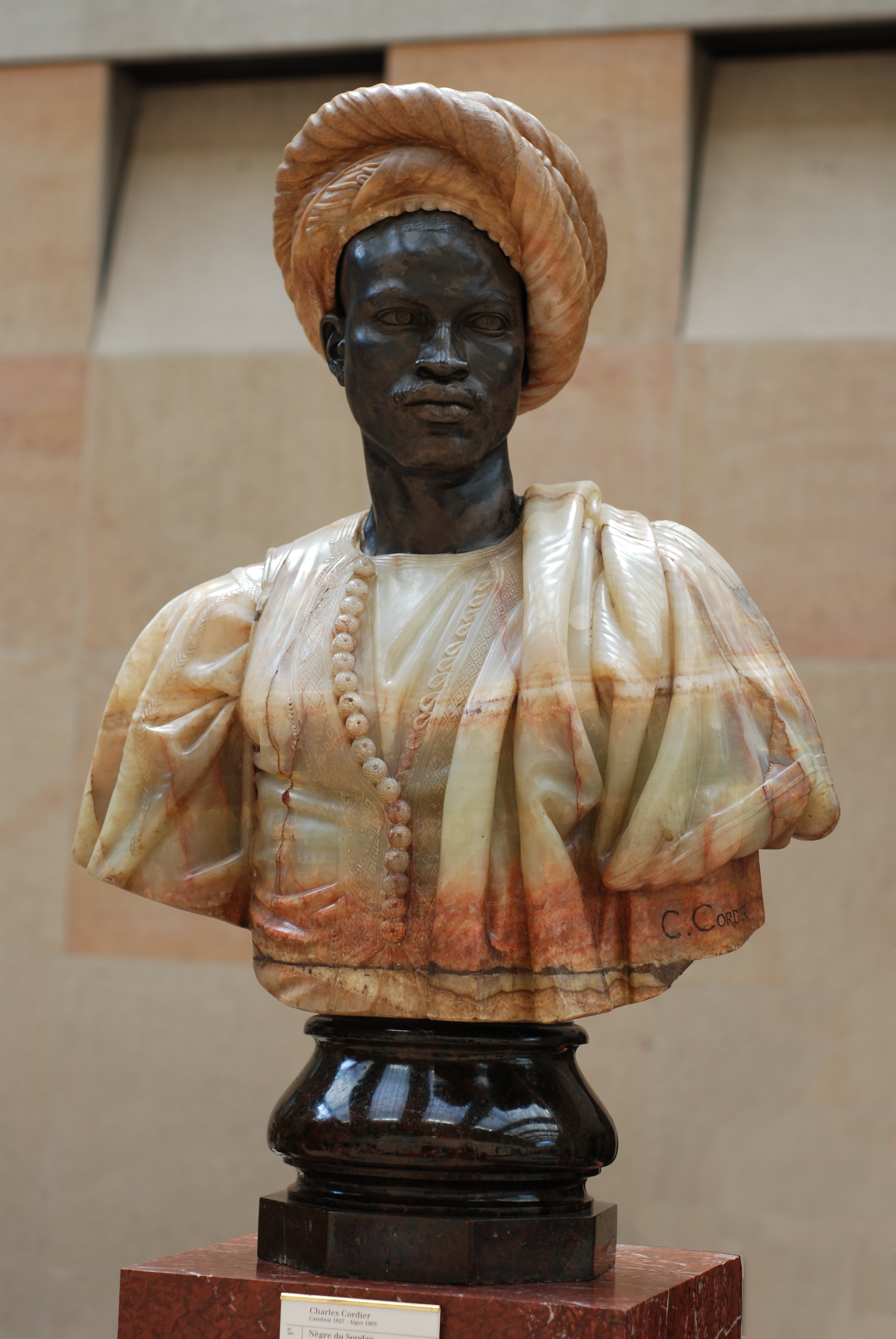
スーダンの黒人 (1857/1858) オルセー美術館 蔵
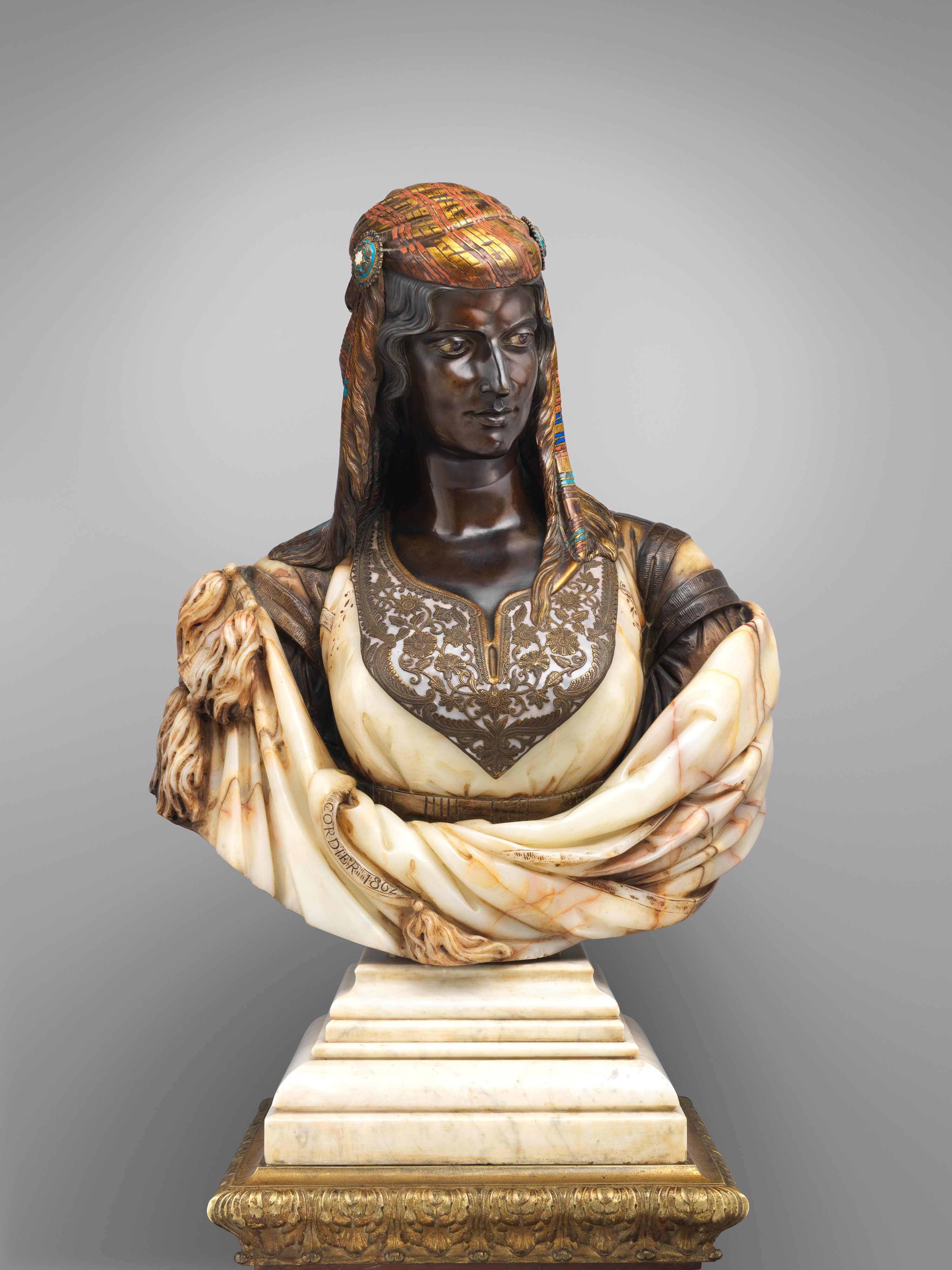
アルジェリアのユダヤ人女性 (1862) メトロポリタン美術館 蔵
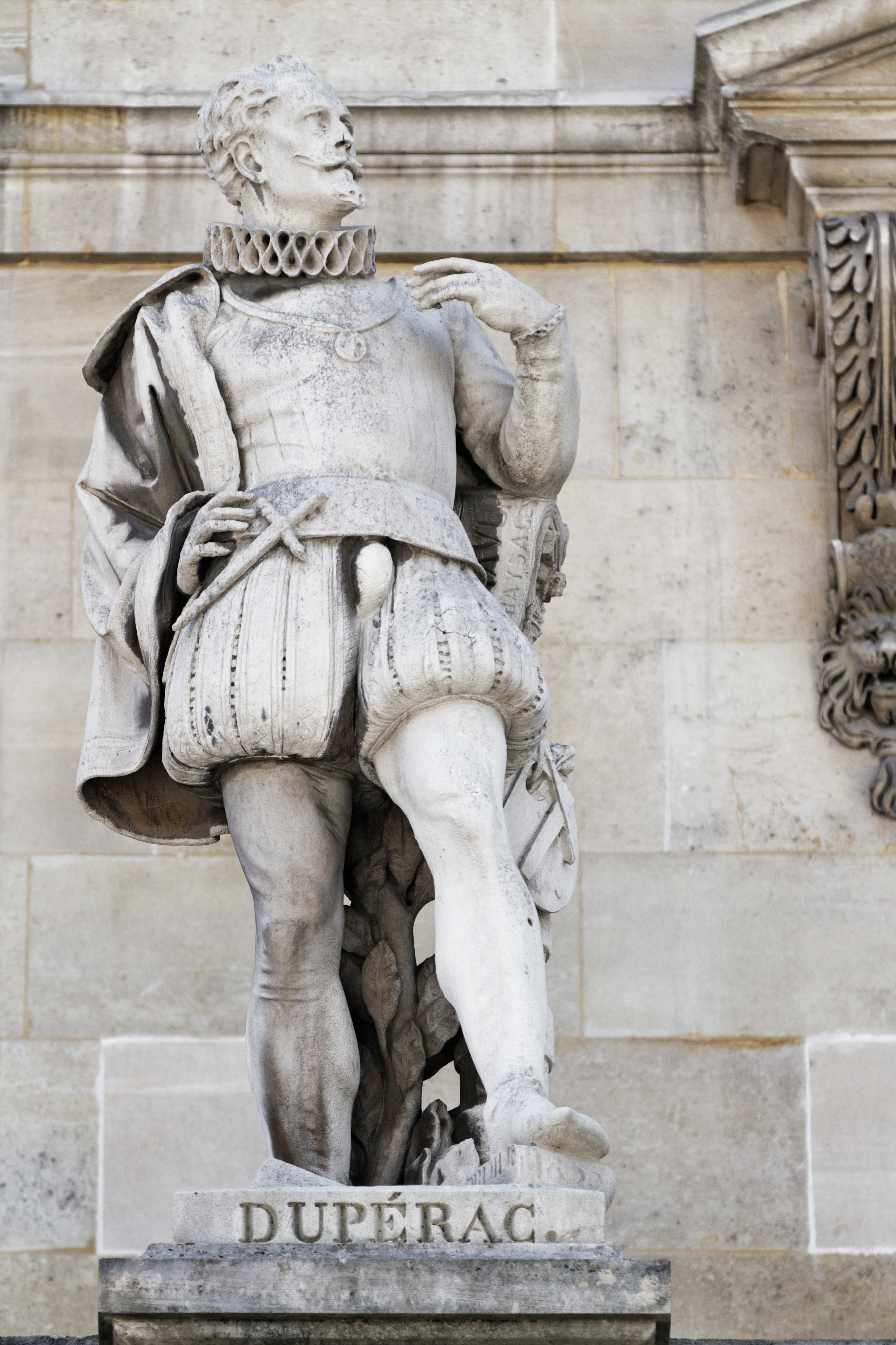
Étienne Dupérac (1857) ルーブル宮殿